# Garra ethelwynnae
Garra ethelwynnae är en fiskart som beskrevs av Menon, 1958. Garra ethelwynnae ingår i släktet Garra och familjen karpfiskar. IUCN kategoriserar arten globalt som otillräckligt studerad. Inga underarter finns listade i Catalogue of Life.